# Петко Петков (кмет на Видин)
Вижте пояснителната страница за други личности с името Петко Петков.
Хаджи Петко Петков (Тотев) - едър търговец на зърно и земеделски продукти от Видин преди Освобождението, общественик, кмет на Видин (1880 - 1890).
Роден е през 1829 г. в с. Чьорлево (дн. част от с. Дреновец), Видинска област.
На 10 години остава сирак и заминава за Видин, за да се препитава. Постепенно успява да събере пари и заминава за Виена. Там върти търговия. През 1869 г. се завръща във Видин. Член на местния меджлис.
След Освобождението е избран за народен представител от Видин в Учредителното събрание (Търново, 1879). На 10 април, в негово отсъствие, е избран за депутат в Първото велико народно събрание от Видинска околия. 
Посещава Божи гроб. Кмет е на Видин в периода 31 януари – 1 ноември 1880 г. 
На път към собственото си стопанство файтонът му се обръща и той си чупи ръката. Няколко дни по-късно на 1 декември 1897 г. умира във Видин от инфекцията от раната.